# Komor Začretski
Komor Začretski is een plaats in de gemeente Sveti Križ Začretje in de Kroatische provincie Krapina-Zagorje. De plaats telt 217 inwoners (2001).